# Макаров, Виталий Сергеевич
Виталий Сергеевич Макаров (11 августа 1936 — 5 июня 2020) — советский и российский математик, доктор физико-математических наук (1981), профессор кафедры дискретной математики мехмата МГУ.

## Биография
Окончил Кишинёвский государственный университет (1959). Работал там же. В 1966 году защитил кандидатскую диссертацию на тему «К теории разбиений пространства Лобачевского».
В 1980 году защитил докторскую диссертацию:
- Геометрические методы построения дискретных групп пространства Лобачевского : диссертация … доктора физико-математических наук : 01.01.04. — Кишинев, 1980. — 331 с. : ил.

Доктор физико-математических наук с 1981 года, профессор по кафедре высшей геометрии и топологии с 20 сентября 1985 года.
В 1993 году переехал из Кишинёва в Москву, преподавал в РУДН. С 1 августа 2008 года профессор кафедры дискретной математики мехмата МГУ.

## Научная деятельность
Специалист в области дискретной геометрии пространства Лобачевского и многообразий постоянной отрицательной кривизны.
Научные достижения:
- опроверг гипотезу Бореля-Сельберга об арифметичности кристаллографических групп (предположение Бореля-Сельберга о том, что все дискретные группы с фундаментальной областью конечной меры, действующие в однородных пространствах, являются, за некоторым простым исключением, группами арифметическими) (1966);
- построил счетные серии разбиений и групп в размерностях 3—5,
- разработал геометрические методы построения правильных разбиений,
- предложил алгоритм построения цикла Пуанкаре k-мерного ребра,
- получил ряд результатов в области архимедовых разбиений.

### Научные труды
Автор 65 статей, 2 книг, 79 докладов на конференциях. Список публикаций: http://www.mathnet.ru/rus/person21851
Соавтор монографии:
- Проблеме ши экзерчий де математикэ пентру абитуриенць. Макаров В. С., Бивол Л. Г., Замбицкий Д. К., Китороагэ И. Д., Лупу И. И., Настас Н. Н., Нажак Г. В. Лумина Кишинев, 1980, 187 с.

## Награды и звания
Лауреат Государственной премии Молдавской ССР (1974) и премии Отделения Математики АН СССР (1989).